# Pečená Aljaška

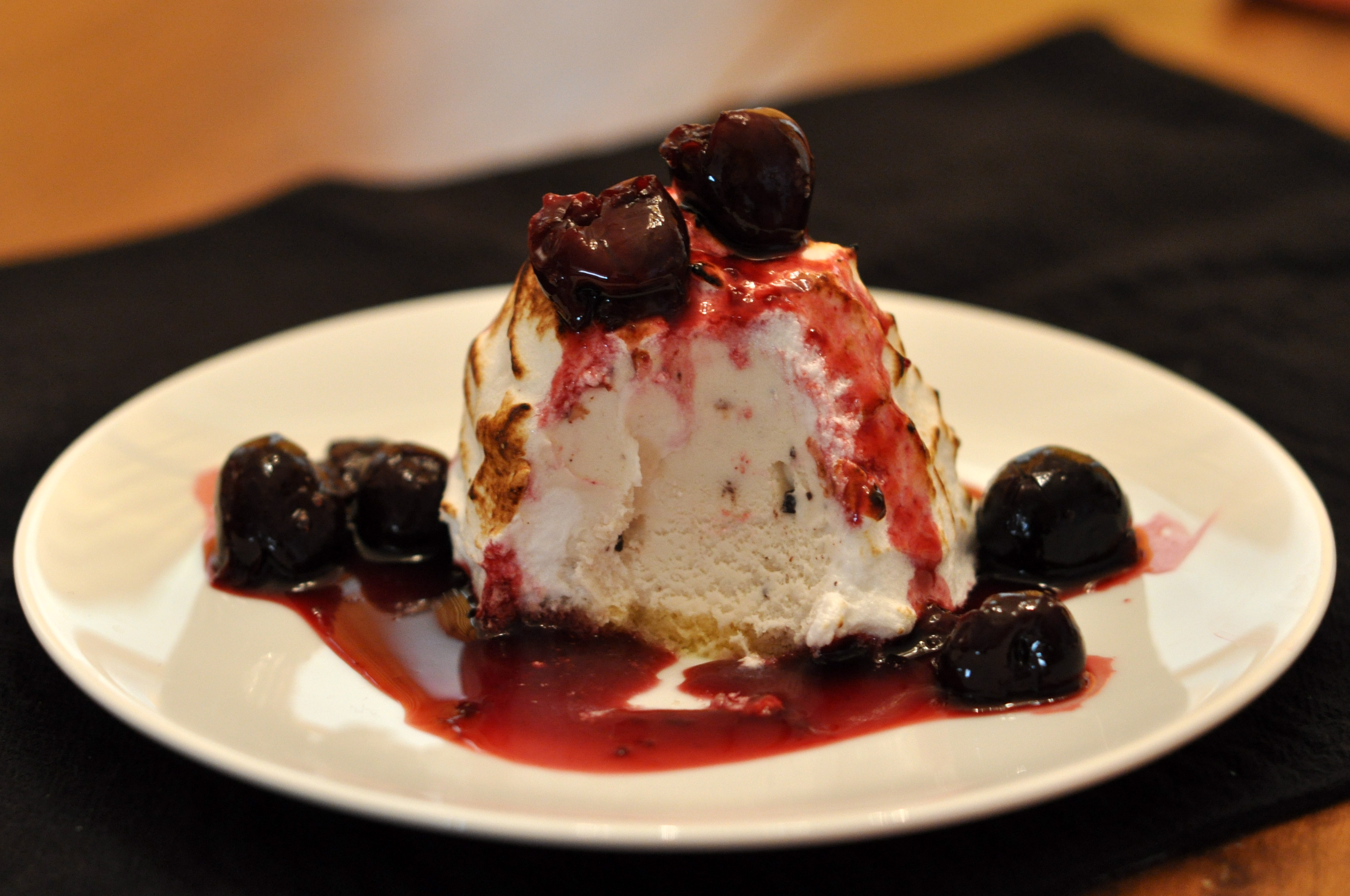
Rozříznutá pečená Aljaška s třešněmi

Pečená Aljaška (anglicky baked Alaska, francouzsky omelette norvégienne, norská omeleta) je dezert v podobě horké pusinky plněné zmrzlinou nebo zmrazeným ovocným pyré. 
Připravuje se tak, že se kopeček zmrzliny posadí na tenký plát piškotového korpusu a ze všech stran pokryje sněhem z bílků ušlehaných cukrem. Vše se dá do rozpálené trouby a zapeče se krátce při vysoké teplotě, aby sníh ztuhl, ale nepřipálil se. Protože sníh obsahuje hodně vzduchových bublin, je dobrým tepelným izolantem a zabraňuje zmrzlině, aby se roztekla. Pečená Aljaška se podává s ovocem, někdy se také na stole poleje alkoholem a zapálí.
Podle populární legendy tento dezert vznikl v newyorské restauraci Delmonico’s na oslavu připojení Aljašky k USA, avšak existují zmínky, že jej na jedné recepci podával prezident Thomas Jefferson již roku 1802.